# Neustift im Mühlkreis
Neustift im Mühlkreis ist eine Gemeinde in Oberösterreich im Bezirk Rohrbach im oberen Mühlviertel mit 1489 Einwohnern (Stand 1. Jänner 2024). Die Gemeinde liegt im Gerichtsbezirk Rohrbach.

## Geographie
Neustift im Mühlkreis liegt auf einer Höhe von 591 m ü. A. im oberen Mühlviertel im Westen des Bezirkes Rohrbach. Bezogen auf die naturschutzfachliche Raumgliederung gehört der Großteil des Gemeindegebietes zum Zentralmühlviertler Hochland, der Süden hingegen zur Raumeinheit Donauschlucht und Nebentäler. Die Ausdehnung beträgt von Nord nach Süd 10,3 km, von West nach Ost 4,1 km. Die Gesamtfläche beträgt 20,4 km², womit Neustift im Mittelfeld der Gemeinden des Bezirks Rohrbach liegt. Mit 71 Einwohnern pro km² lag Neustift im oberen Mittelfeld der Gemeinden. 2001 war das Gemeindegebiet zu 44,1 mit Wald bedeckt, 46,1 Prozent der Fläche wurde landwirtschaftlich genutzt. Im Vergleich mit dem Bundesland Oberösterreich ist Neustift im Mühlkreis damit mehr bewaldet als der Landesschnitt (Oberösterreich: 38,3 Prozent) bzw. besteht etwas weniger landwirtschaftliche Nutzfläche (Oberösterreich: 49,3 Prozent). Der Anteil sonstiger Nutzungen (Bauflächen, Gärten, Gewässer und anderes) liegt mit rund 10 Prozent leicht hinter dem Oberösterreichischen Durchschnitt von 13,8 Prozent. Nachbargemeinden sind Oberkappel im Nordosten, Pfarrkirchen im Mühlkreis im Osten, Hofkirchen im Mühlkreis im Südosten und Engelhartszell im Süden und Südwesten. Im Westen und Norden verläuft die Staatsgrenze zu Deutschland, wo Neustift an den Landkreis Passau grenzt.

### Geologie und Boden
Die Landschaft des Gemeindegebietes ist ein Teil der Böhmischen Masse die auf ein sehr altes Gebirge zurückgeht, das durch die Variszische Gebirgsbildung im
Paläozoikum (Karbon) entstand. Nach der starken Erodierung des ehemaligen Hochgebirges kam es während der Alpidischen Gebirgsbildung im Tertiär zur Aufhebung des kristallinen Grundgebirges um mehrere 100 Meter, wodurch Brüche und Störungen entstanden sind. In weiterer Folge kam es im Tertiär und Quartär zur Ablagerung von Sedimenten. Die Seehöhen im Gemeindegebiet reichen von 285 bis 630 Meter. Der Großteil des Gemeindegebietes befindet sich zwischen 550 und 600 Metern.  Im Gemeindegebiet herrscht silikatische Braunerde vor, die sich auf Graniten und Gneisen als Bodentyp bildet. Es handelt sich um eher nährstoffarme, mittel- bis tiefgründige, reife Böden die durch ihren überwiegend ausgeglichenen Wasserhaushalt als ertragssicher gelten. Zudem kommen im Bereich von Quellvernässungen, Bächen, Mulden und an Hangfüssen Gley-Böden vor. Podsol besteht an Waldplateaulagen.

### Gemeindegliederung
Das Gemeindegebiet umfasst folgende Ortschaften (in Klammern Einwohnerzahl Stand 1. Jänner 2024):
- Dittmannsdorf (20)
- Dorf (150)
- Eitzendorf (83)
- Forstedt (28)
- Großmollsberg (74)
- Grub (109)
- Grubberg (15)
- Haitzendorf (64)
- Kleinmollsberg (31)
- Kramesau (85)
- Maisreith (79)
- Neustift im Mühlkreis (579)
- Oberaschenberg (15)
- Pühret (104)
- Rannariedl (4)
- Steinlacken (44)
- Unteraschenberg (5)

Katastralgemeinden sind Neustift im Mühlkreis und Rannariedl.

### Nachbargemeinden
| Untergriesbach      | Wegscheid                                   | Oberkappel                |
|                     | Kompassrose, die auf Nachbargemeinden zeigt | Pfarrkirchen im Mühlkreis |
| Engelhartszell (SD) | Hofkirchen im Mühlkreis                     |                           |

## Geschichte

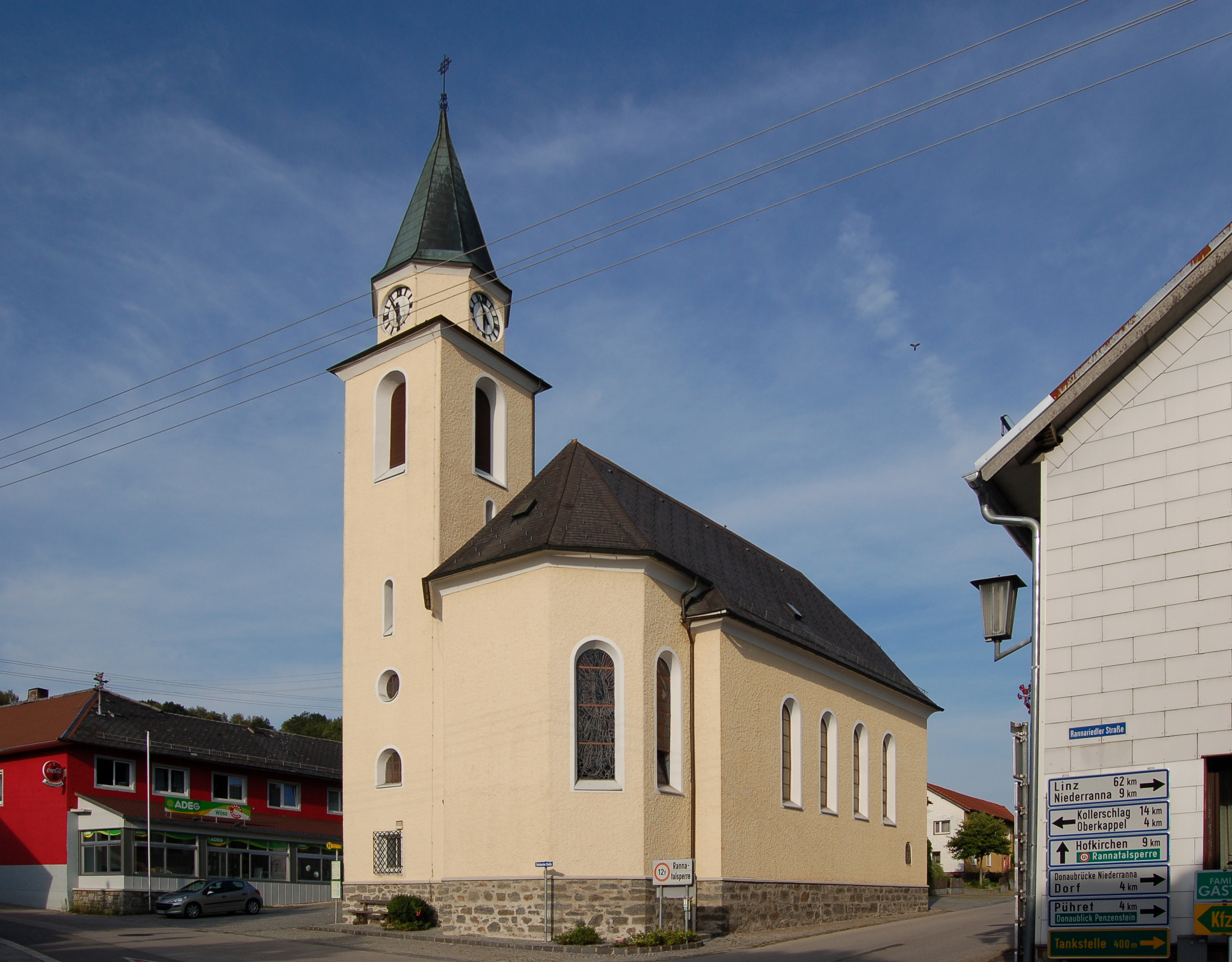
Neustifter Kirche

Ursprünglich im Ostteil des Herzogtums Bayern liegend, gehörte das Gebiet zum Bistum Passau. Durch einen Tauschhandel unter Kaiserin Maria Theresia im Jahr 1765 kam das Gebiet westlich der Ranna zum heutigen Oberösterreich. Während der Napoleonischen Kriege war der Ort mehrfach besetzt.
Seit 1816 gehört der Ort endgültig zu Österreich ob der Enns bzw. seit 1918 zum Bundesland Oberösterreich.
Nach dem Anschluss Österreichs an das Deutsche Reich am 13. März 1938 gehörte der Ort zum Gau Oberdonau. Es erfolgte die Zusammenlegung der Gemeinden Neustift und Rannariedl zur Gemeinde Rannastift. Nach 1945 erfolgte die Wiederherstellung Oberösterreichs.
1974 erhielt die Gemeinde Rannastift den jetzigen Namen Neustift im Mühlkreis. Bis Ende 2002 gehörte die Gemeinde zum Gerichtsbezirk Lembach, per 1. Jänner 2003 wurde die Gemeinde dem Gerichtsbezirk Rohrbach zugewiesen.

## Bevölkerung

### Bevölkerungsstruktur
2013 lebten in der Gemeinde Neustift im Mühlkreis 1.450 Menschen, womit Neustift im Mittelfeld der 42 Gemeinden des Bezirks lag. Ende 2001 waren 96,6 Prozent der Bevölkerung österreichische Staatsbürger (Oberösterreich 92,8 Prozent, Bezirk Rohrbach 96,9 Prozent), bis zum Jahresbeginn 2013 sank der Wert unmerklich auf 96,1 Prozent (Oberösterreich 91,1 Prozent, Bezirk Rohrbach 96,9 Prozent) an. Insgesamt wurden 2013 in der Gemeinde 56 Ausländer gezählt, die zu mehr als 98 Prozent aus Europa stammten. Insgesamt 205 Gemeindebewohner waren im Ausland geboren worden. Zur römisch-katholischen Kirche bekannten sich 2001 96,7 Prozent der Einwohner (Oberösterreich: 79,4 Prozent), 1,3 Prozent waren ohne Bekenntnis, 0,9 Prozent evangelisch.
Der Altersdurchschnitt der Gemeindebevölkerung lag 2001 etwas unter der Landesdurchschnitt. 20,8 Prozent der Einwohner von Neustift im Mühlkreis waren jünger als 15 Jahre (Oberösterreich: 18,8 Prozent), 61,6 Prozent zwischen 15 und 59 Jahre alt (Oberösterreich: 61,6 Prozent). Der Anteil der Einwohner über 59 Jahre lag mit 17,7 Prozent unter dem Landesdurchschnitt von 20,2 Prozent. Der Altersdurchschnitt der Bevölkerung von Neustift veränderte sich in der Folge vor allem in den ersten beiden Segmenten. Der Anteil der unter 15-Jährigen sank per 1. Jänner 2013 auf 16,9 Prozent, während sich der Anteil der Menschen zwischen 15 und 59 Jahren auf 67,0 Prozent deutlich erhöhte. Der Anteil der über 59-Jährigen sank hingegen auf 16,1 Prozent. Nach dem Familienstand waren 2001 49,8 Prozent der Einwohner von Julbach ledig, 42,9 Prozent verheiratet, 6,2 Prozent verwitwet und 1,2 Prozent geschieden.

### Bevölkerungsentwicklung
Die Bevölkerungsentwicklung auf dem Gebiet der Gemeinde Neustift verlief zwischen 1869 und 2013 verglichen mit der Bevölkerungsentwicklung des Bezirks Rohrbach leicht über dem Durchschnitt, wobei die Einwohnerzahl von Neustift in dieser Zeit um 15 Prozent stieg. Die Einwohnerentwicklung war in den 1970er Jahren noch von einer positiven Geburtenbilanz und einer leicht positiven Wanderungsbilanz geprägt, in den 1980er Jahren änderte sich dieses Verhältnis gravierend. Während der Geburtenüberschuss stark stieg, setzte eine Abwanderung ein, die auch in den 1990er Jahren, wenn auch reduziert anhielt. Gleichzeitig ging der Geburtenüberschuss in den 1990er Jahren um mehr als die Hälfte zurück.

## Kultur und Sehenswürdigkeiten

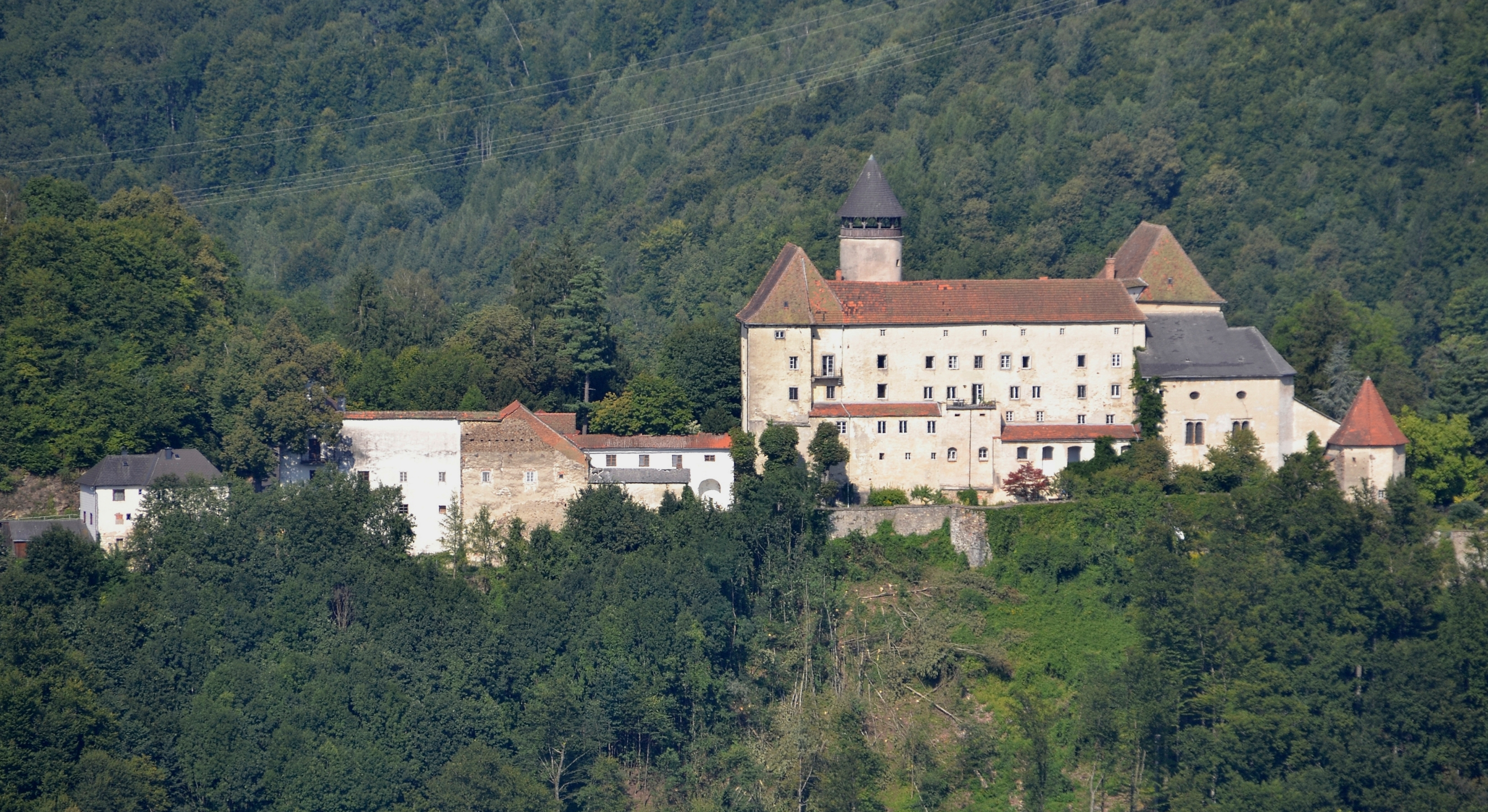
Das Schloss Rannariedl

Schloss Rannariedl: Schloss Rannariedl liegt auf einem steil abfallenden Felsgrat unweit der Mündung der Ranna in die Donau. Es wurde im 13. Jahrhundert von den „Falkensteinern“ erbaut. Ein mittelalterlicher Rundturm mit Keildach befindet sich im Norden der Anlage. Der Wohntrakt umschließt einen Hof mit Arkaden an drei Seiten. Die gotische Schlosskapelle wurde von 1783 bis 1953 als Pfarrkirche genützt. Das Schloss ist heute in Privatbesitz.

## Wirtschaft und Infrastruktur

### Arbeitsstätten und Beschäftigte
Neustift im Mühlkreis beherbergte 2001 einen Betriebe mit 20 oder mehr Beschäftigten. Insgesamt ergab die im Rahmen der Volkszählung durchgeführte Arbeitsstättenzählung 45 Arbeitsstätten mit 184 Beschäftigten (ohne Landwirtschaft), wobei 80 Prozent unselbständig Beschäftigte waren. Die Anzahl der Arbeitsstätten war dabei gegenüber dem Jahr 1991 um lediglich eine (plus 2 Prozent) gestiegen, die Anzahl der Beschäftigten um 20 Personen (plus 12 Prozent). Wichtigster Wirtschaftszweig war 2001 der Bereich der Sachgütererzeugung mit sieben Betrieben und 47 Beschäftigten (26 Prozent aller Beschäftigten) vor dem Beherbergungs- und Gaststättenwesen mit neun Arbeitsstätten und 28 Beschäftigten (15 Prozent) und der Energie- und Wasserversorgung mit zwei Arbeitsstätten und 26 Beschäftigten (14 Prozent). Dahinter folgten der Handel, das Verkehrswesen und das Unterrichtswesen. 42 Prozent der in Neustift im Mühlkreis Beschäftigten waren Angestellte oder Beamte, 34 Prozent Arbeiter und 16 Prozent Betriebsinhaber.
Von den in Neustift im Mühlkreis 2010 lebenden 801 Erwerbspersonen waren nur 2,4 Prozent arbeitslos. Von den 782 Erwerbstätigen waren 170 in der Sachgütererzeugung (22 Prozent), 107 im Handel (14 Prozent) und 77 in der Land- und Forstwirtschaft (10 Prozent) beschäftigt. Weitere wichtige Branchen waren das Bauwesen und das Gesundheits- und Sozialwesen mit 9 bzw. 8 Prozent. Von den 763 Erwerbstätigen aus Neustift im Mühlkreis (ohne temporär von der Arbeit abwesende Personen erwerbstätigen Einwohnern) gingen 2010 nur 218 Personen in Neustift im Mühlkreis ihrer Beschäftigung nach. 545 bzw. 71 Prozent mussten zur Arbeit auspendeln. Von den Auspendlern hatten 35 Prozent ihre Arbeitsstätte im Bezirk Rohrbach und 25 Prozent in der Landeshauptstadt Linz. Wichtigste Auspendlergemeinden neben Linz waren Hofkirchen im Mühlkreis, Sarleinsbach, Rohrbach in Oberösterreich und Lembach im Mühlkreis. Im Gegenzug pendelten 67 Menschen nach Neustift im Mühlkreis ein.

### Land- und Forstwirtschaft
Die Statistik wies für die Gemeinde Neustift im Mühlkreis 2010 95 land- und forstwirtschaftliche Betriebe aus. Darunter befanden sich 34 Haupterwerbsbetriebe, 54 Nebenerwerbsbetriebe und sieben Personengemeinschaften. Die Gesamtbetriebszahl war gegenüber 1999 um 10 Betriebe bzw. 10 Prozent gesunken, wobei insbesondere die Anzahl der Nebenerwerbsbetriebe stark rückläufig war. Gemeinsam bewirtschafteten die Betriebe 2010 insgesamt 1.464 Hektar Fläche, wobei 65 Prozent der Fläche von Vollerwerbsbauern und 29 Prozent von Nebenerwerbslandwirten bewirtschaftet wurden. Die Durchschnittsfläche der Vollerwerbsbauern lag dabei mit 27,9 Hektar niedriger als der oberösterreichische Durchschnitt (33,8 Hektar).

## Politik

### Gemeinderat
Der Gemeinderat als oberstes Gremium der Gemeinde umfasst 19 Sitze und wird alle sechs Jahre im Zuge oberösterreichweiter Gemeinderatswahlen gewählt. Der Gemeindevorstand setzt sich aus fünf Mitgliedern zusammen. Stärkste Fraktion im Gemeinderat von Neustift ist seit jeher die ÖVP, die seit 1945 immer die absolute Stimmen- und Mandatsmehrheit erreichte und sogar immer über eine Zweidrittelmehrheit verfügte.
- Mit den Gemeinderats- und Bürgermeisterwahlen in Oberösterreich 1997 hatte der Gemeinderat folgende Verteilung: 14 ÖVP und 5 SPÖ.[8]

- Mit den Gemeinderats- und Bürgermeisterwahlen in Oberösterreich 2003 hatte der Gemeinderat folgende Verteilung: 15 ÖVP, und 4 SPÖ.[9]

- Mit den Gemeinderats- und Bürgermeisterwahlen in Oberösterreich 2009 hatte der Gemeinderat folgende Verteilung: 15 ÖVP und 4 SPÖ.[10]

- Mit den Gemeinderats- und Bürgermeisterwahlen in Oberösterreich 2015 hatte der Gemeinderat folgende Verteilung: 14 ÖVP, 3 SPÖ und 2 FPÖ.[11]

- Mit den Gemeinderats- und Bürgermeisterwahlen in Oberösterreich 2021 hat der Gemeinderat folgende Verteilung: 14 ÖVP, 3 SPÖ und 2 FPÖ.[12]

### Bürgermeister
Der Bürgermeister wird seit 1997 in einer Direktwahl bestimmt, wobei es bei keiner absoluten Mehrheit für einen Kandidaten zu einer Stichwahl kommt. Die erste Direktwahl konnte Franz Rauscher (ÖVP) mit 75,1 Prozent für sich im ersten Wahlgang entscheiden.
Bürgermeister seit 1850:
| Amtszeit  | Name                 | Amtszeit  | Name               |
| --------- | -------------------- | --------- | ------------------ |
| 1850–1861 | Johann Krottenthaler | 1929–1931 | Alois Buttazoni    |
| 1861–1866 | Franz Ill            | 1931–1945 | Anton Hutterer     |
| 1866–1870 | Johann Luger         | 1945–1955 | Josef Dirmhirn     |
| 1870–1873 | Franz Ill            | 1955–1961 | Alois Scharrer     |
| 1876–1879 | Anton Peer           | 1961–1973 | Alois Stadler      |
| 1879–1882 | Johann Krottenthaler | 1973–1991 | Engelbert Scharrer |
| 1882–1894 | Mathias Wundsam      | 1991–2020 | Franz Rauscher     |
| 1894–1897 | Johann Jell          | seit 2020 | Christoph Bauer    |
| 1897–1909 | Franz Weiss          |           |                    |
| 1909–1919 | Franz Luger          |           |                    |
| 1919–1929 | Anton Stadler        |           |                    |

### Wappen
Die Gemeinde Neustift im Mühlkreis bestimmte mit Beschluss des Gemeinderats am 19. Juli 1975 die Gestaltung des Gemeindewappens sowie die Gemeindefarben (Grün-Weiß-Rot). Das Wappen wurde in der Folge durch Beschluss der oberösterreichischen Landesregierung vom 15. Dezember 1975 verliehen bzw. die Gemeindefarben genehmigt. Die Blasonierung des Wappens lautet: „Über rotem Schildfuß, darin ein silbernes, durchgehendes Kreuz, in Silber ein grüner, auffliegender Falke.“ Dabei nimmt das Wappen Bezug auf die Geschichte der Gemeinde. Der Falke in der oberen Wappenhälfte steht auf das passauische Ministerialengeschlecht der Falkensteiner, das sich um 1240/50 an der Mündung der Ranna in die Donau die Feste Rannariedl erbaute. Das Kreuz symbolisiert wiederum das Hochstift Passau, das die Burg später bis 1803 in seinem Besitz hatte. Der Entwurf des Wappens stammt von Gerhard Wöß aus Neustift im Mühlkreis.

## Persönlichkeiten

### Söhne und Töchter der Gemeinde
- Kurt Krenn (1936–2014), Weihbischof in Wien (1987–1991), Diözesanbischof von St. Pölten (1991–2004)[16]